# (200369) 2000 QL57
(200369) 2000 QL57 es un asteroide perteneciente al cinturón de asteroides descubierto el 26 de agosto de 2000 por el equipo del Lincoln Near-Earth Asteroid Research desde el Laboratorio Lincoln, Socorro, Nuevo México, Estados Unidos.

## Designación y nombre
Designado provisionalmente como 2000 QL57.

## Características orbitales
2000 QL57 está situado a una distancia media del Sol de 2,434 ua, pudiendo alejarse hasta 2,911 ua y acercarse hasta 1,957 ua. Su excentricidad es 0,195 y la inclinación orbital 2,722 grados. Emplea 1387,45 días en completar una órbita alrededor del Sol.

## Características físicas
La magnitud absoluta de 2000 QL57 es 16,9. 